# Ahuva Tomer
Ahuva Tomer (hebrejsky אהובה תומר‎, rodným jménem Ljubov Borisovna Tabachnik; 14. října 1957 Lvov, Ukrajinská SSR, Sovětský svaz – 6. prosince 2010 Karmel, Izrael) byla izraelská policistka, která velela policejní stanici Haifa, největší v Izraeli. Zahynula při výkonu služby při požáru v Karmelu v roce 2010.

## Životopis
Ahuva Tomer se narodila jako Ljubov Borisovna Tabachnik, dcera Revekky a Borise Tabachnikových, ve městě Lvov v Ukrajinské SSR. Když jí byly dva roky, její rodina opustila zemi a emigrovala do Izraele (po pobytu v Polsku a Rakousku) letadlem tehdejšího premiéra Davida Ben Guriona. Vyrůstala v Kirjat Ata.
Vojenskou službu absolvovala u severního velitelství a po propuštění z armády nastoupila v roce 1982 k Izraelské policii. Nedlouho poté byla jmenována operační důstojnicí v oblasti Haify a působila také jako mluvčí v oblasti Haify. V roce 1997 byla jmenována velitelkou stanice Naharija.
V roce 1999 byla suspendována z práce u policie na základě obvinění, která byla vznesena proti ní a jejímu manželovi, z podvodného získávání finančních prostředků. Byla také obviněna z využívání policejních informací, aby pomohla svému manželovi v podnikání. O pět let později byli oba zproštěni všech obvinění a Tomer se vrátila k policii.
Působila jako zástupkyně velitele stanice Haifa, mimo jiné také během druhé libanonské války. Následně působila jako vedoucí operačního oddělení Severního distriktu v hodnosti komandéra (nicav mišne). V roce 2009 byla jmenována velitelkou stanice Haifa, největší v Izraeli, a její zástupkyní byla jmenována Eti Mejrson.
Dne 2. prosince 2010 se při likvidaci obrovského požáru v Karmelu dostalo vozidlo, v němž jela, do ohně, přičemž byla smrtelně popálena. Na následky zranění 6. prosince zemřela a po smrti byla povýšena do hodnosti tat nicav.

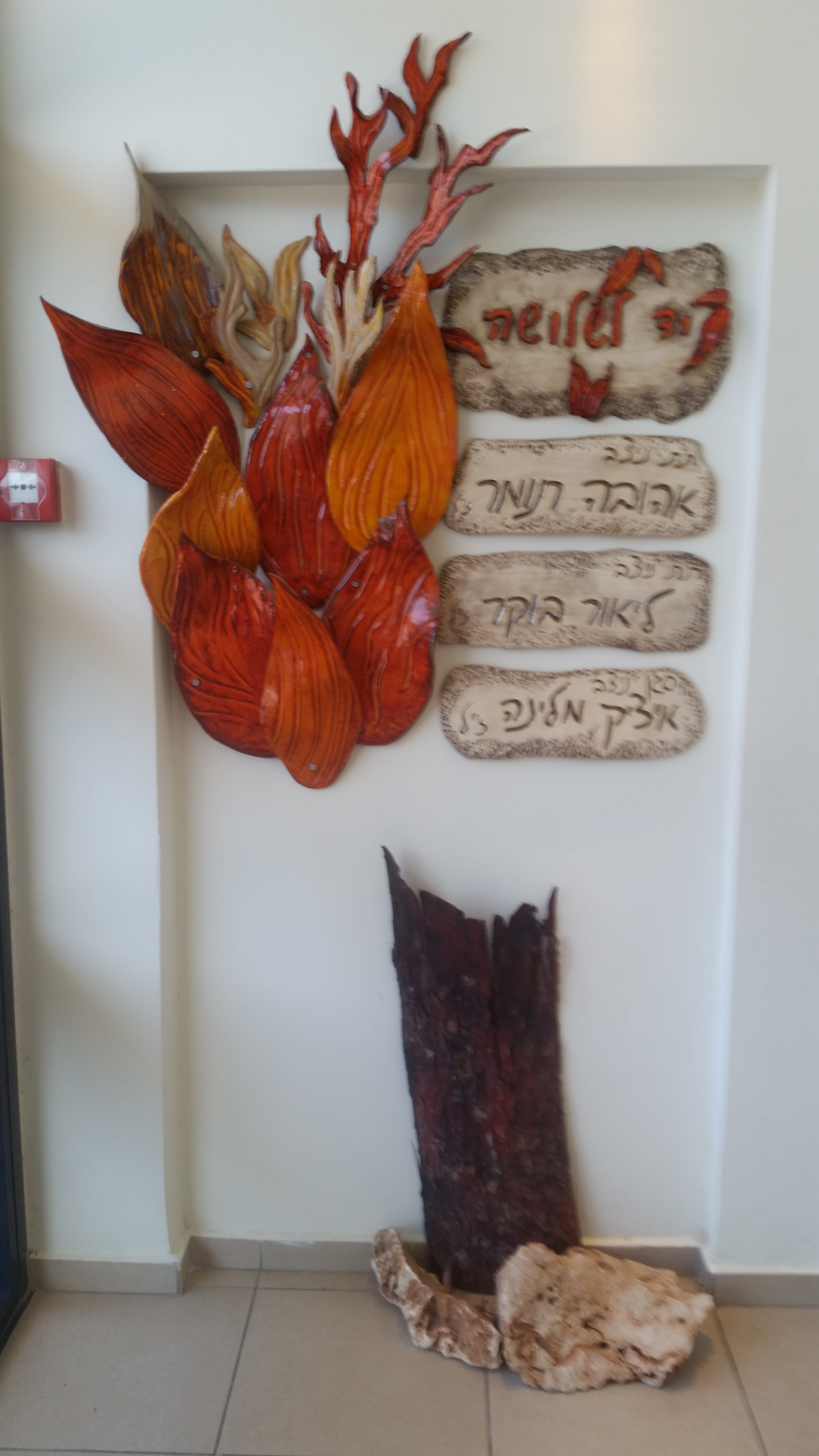
Pomník policistům, kteří zahynuli při požáru, na policejní stanici Nešer

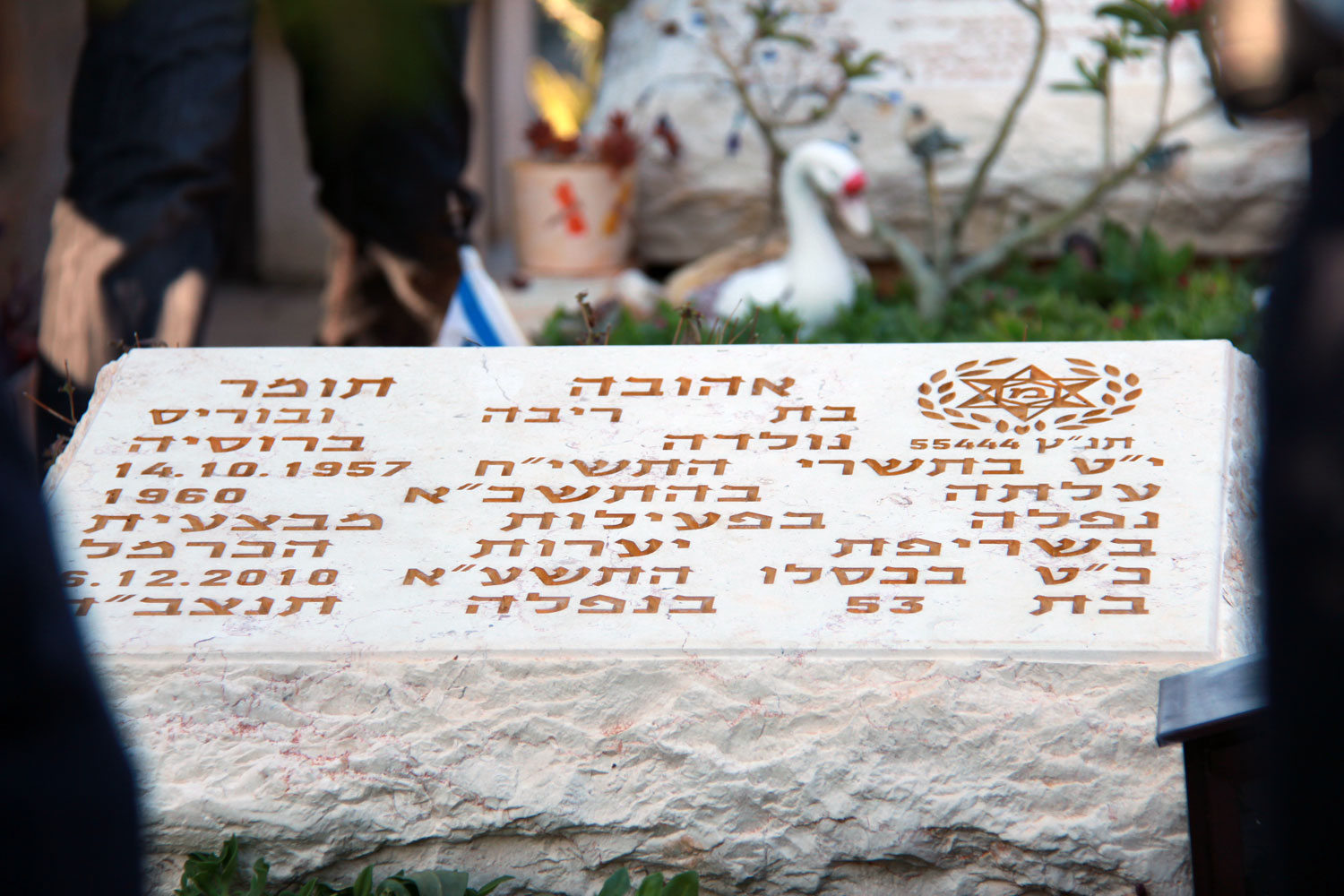
Hrob Ahuvy Tomer na vojenském hřbitově v Haifě

V březnu 2011 výbor izraelské policie schválil udělení medaile Za zásluhy Tomer.